# Bouabid Bouden
Pour les articles homonymes, voir Bouden.
Bouabid Bouden, né le 1er février 1982 à Rabat (Maroc), est un ancien footballeur international marocain.

## Biographie
Après un long passage en jeunes dans son équipe d'origine le FAR de Rabat, Bouabid rejoint l'Europe et le nord de la France, pour être formé au RC Lens.
Le joueur impose vite sa technique et devient un espoir prometteur.
Bien qu'ils soit parfois aligné sur le banc de touche en 2001/2002 alors que le club nordique joue le titre de champion de France, il n'entrera jamais en jeu. Malgré tout, il obtient plusieurs sélections avec le Maroc à tout juste 20 ans, démontrant qu'il est un joueur en devenir.
À 20 ans passé, le club décide de le prêter en 2002/2003 à l'échelon inférieur : la ligue 2 et le club de l'AS Beauvais. Il y fera clairement sa saison sa plus complète en Europe, jouant aux côtés de joueurs comme Steve Savidan, Gregory Thil, ou David De Freitas.
Après un bon début de saison où Beauvais se hisse aux premières places de son championnat, le club souffre jusqu'à être relégué. Malgré la déception sportive, le joueur peut se prévaloir de bonnes performances.
Mais à son retour en 2003, le joueur n'a toujours pas une place importante dans l'effectif de Joel Muller et outre les matchs de coupe ne joue toujours pas en L1. 
En 2004, il est appelé par Mustapha Madih pour prendre part aux Jeux Olympiques d'Athènes. Le Maroc se confronte alors au Costa Rica (0-0), au Portugal de Cristiano Ronaldo (2-1 pour les Portugais, but du Maroc inscrit par Bouden) et à l'Irak (2-1 pour les Lions de l'Atlas avec un but de Bouden sur pénalty). Les Marocains avait terminé 3ème du groupe avec 4 pts à égalité avec le Costa Rica, mais ce dernier se qualifia aux quarts au détriment du Maroc en ayant l'avantage au niveau du nombre de buts marqués.
Dans le temps il est abonné à la réserve au RC LENS, il part au Qatar à l'Al Ahly Dubaï faire une pige de six mois. De retour en 2005 dans le nord et ne jouant toujours pas, il résilie son contrat pour rebondir au Danemark dans le club de l'OB Odense où il inscrit 2 buts.
Après une expérience de presque un an il retourne au Maroc, mais ne sera jamais rappelé en équipe nationale.

## Carrière
- -1998 : FAR de Rabat
- 1998-2002 : RC Lens
- 2002-2003 : AS Beauvais (prêt)
- 2003-12/2004 : RC Lens
- 01/2005-06/2005 : Al Ahly Dubaï
- 06/2005-08/2005 : RC Lens
- 09/2005-2006 : OB Odense
- 2008-2011 : Maghreb de Fès
- 2011-2012 : Club omnisports de Meknès
- 2012- : Club Marocain[1]

### Sélections en équipe nationale
| Caps | Date       | Match              | Lieu           | Score | Compétition | But |
| 1    | 27/03/2002 | Costa Rica - Maroc | San José       | 0 - 1 | Amical      | --  |
| 2    | 03/10/2002 | Maroc - Niger      | Rabat          | 6 - 1 | Amical      | 1   |
| 3    | 15/11/2005 | Cameroun - Maroc   | Clairefontaine | 0 - 0 | Amical      | --  |
| ---- | ---------- | ------------------ | -------------- | ----- | ----------- | --- |